# Gelbe Wadelbirne
Die Gelbe Wadelbirne ist eine Sorte der Birne (Pyrus communis). Die Sorte wurde 2020 zur Streuobstsorte des Jahres in Baden-Württemberg gewählt. Sie wird auch Kannenbirne, Längsbirne oder Strangulierbirne bzw. Würger- oder Würgelbirne genannt. Benannt ist sie nach der waden- oder kannenförmigen Form der Früchte bzw. nach dem hohen Gerbstoffgehalt, der ihr eine stark adstringierende Wirkung verleiht.
Die Sorte wurde schon 1398 in der Schweiz erwähnt und spätestens Ende des 15. Jahrhunderts in Württemberg eingeführt.

## Beschreibung
Die 'Gelbe Wadelbirne' ist eine stark wachsende Birnensorte, die landschaftsprägende, eichenartige Bäume bildet. Sie blüht mittelfrüh.
Die Früchte sind mittelgroß bis groß, flaschenförmig und haben eine grüne, bei Vollreife gelbe Grundfärbung. Auf der Sonnenseite ist die Frucht leicht gerötet. Sie hat große Lentizellen und weißgelbliches Fruchtfleisch. Sie reifen Ende August bis Anfang September, werden schnell teigig und erreicht einen Zuckergehalt von 16 Prozent (60–75° Oechsle).

## Verwendung
Die Gelbe Wadelbirne hat einen hohen Zuckergehalt und wird als Dörrbirne, als Mostbirne und als Brennbirne verwendet. Als Tafelbirne ist sie aufgrund des hohen Gerbstoffgehalts nicht geeignet. Die Verwendung als Dörrbirne, im Schwäbischen Hutzel genannt, wurde auch in Eduard Mörikes Märchen vom Stuttgarter Hutzelmännlein erwähnt.